# Jesse V. Johnson
Jesse V. Johnson (* 29. November 1971 in Winchester, England) ist ein britischer Stuntman, Filmregisseur und Drehbuchautor.

## Leben
Jesse V. Johnson ist seit 1990 als Stuntman im Filmgeschäft tätig, der Film Die totale Erinnerung – Total Recall war die erste Produktion, an der er mitwirkte. Es folgten mehr als 40 Film- und Fernsehproduktionen.
Sein Debüt als Regisseur und Drehbuchautor gab er 1998 mit dem Kurzfilm Death Row the Tournament, bei dem u. a. Michael Ironside mitspielte. Es folgten verschiedene Filme, so 2002 Pit Fighter 2 – The Beginning, 2005 Pit Fighter, 2008 The 5th Commandment – Du sollst nicht töten und 2009 Hooligans 2. Im Jahre 2007 drehte er Alien Agent, zwei Jahre später folgte der Gangsterfilm Charlie Valentine – Gangster, Gunfighter, Gentleman. Johnson drehte weitere Actionfilme, seit 2017 mehrere mit Scott Adkins in der Hauptrolle.

## Filmografie (Auswahl)
Als Regisseur
- 2002: Pit Fighter 2 – The Beginning (The Honorable)
- 2005: Pit Fighter
- 2007: The Last Sentinel
- 2007: Alien Agent
- 2008: The 5th Commandment – Du sollst nicht töten (The Fifth Commandment)
- 2009: Charlie Valentine – Gangster, Gunfighter, Gentleman (Charlie Valentine)
- 2009: Hooligans 2 – Stand Your Ground (Green Street 2: Stand Your Ground)
- 2013: The Package – Killer Games (The Package)
- 2017: Savage Dog
- 2018: Accident Man
- 2018: The Debt Collector
- 2019: Triple Threat
- 2019: The Mercenary – Der Söldner (The Mercenary)
- 2019: Avengement – Blutiger Freigang (Avengement)
- 2020: The Debt Collector 2
- 2022: White Elephant
- 2023: Boudica – Aufstand gegen Rom (Boudica)
- 2024: Chief of Station

Als Drehbuchautor
- 1998: Death Row the Tournament (Kurzfilm)
- 2002: Pit Fighter 2 – The Beginning (The Honorable)
- 2005: Pit Fighter
- 2007: The Last Sentinel
- 2009: Charlie Valentine – Gangster, Gunfighter, Gentleman (Charlie Valentine)
- 2009: The Butcher
- 2017: Savage Dog
- 2019: Avengement
- 2020: The Debt Collector 2
- 2022: White Elephant
- 2023: Boudica – Aufstand gegen Rom (Boudica)